# 准化粧療法士
准化粧療法士（じゅんけしょうりょうほうし、assistant medical cosmetic therapist）とは、公益社団法人化粧療法協会が実施する准化粧療法士民間資格試験に合格した者をいう。
「美容師でなければ、美容を業としてはならない。」（美容師法第六条　無免許営業の禁止）実際、人に化粧を施すには業務独占資格（国家資格）である美容師免許が必要となる。美容師法（昭和32年法律第163号）「美容師は「美容を業とする者」をいい、美容師法に基づき厚生労働大臣の免許を得なければならない。美容師の免許を持たないものは美容を業として行うことはできない。なお、業とは反復継続の意思をもって行うことで、有料・無料は問わない。」厚生労働省、地域の保健所（保健センター）が所管である。無免許で美容を業とする者は行政指導や罰金等の対象となる。